# گوشن (نیوجرسی)
گوشن (به انگلیسی: Goshen) یک منطقهٔ مسکونی در ایالات متحده آمریکا است که در میدل، نیوجرسی واقع شده‌است. گوشن ۳ متر بالاتر از سطح دریا واقع شده‌است.